# Symmetrodonta
De Symmetrodonta zijn een nogal vage orde van uitgestorven primitieve zoogdieren en zoogdierachtige synapsiden uit het Mesozoïcum, die behoort tot de Trechnotheria. Tot de Trechnotheria behoren ook de Metatheria (buideldieren) en de Eutheria (placentale zoogdieren). Symmetrodonten leefden van het Vroeg-Jura tot het Laat-Krijt en fossielen van deze dieren zijn gevonden in Noord-Amerika, Europa, Oost-Azië en Noord-Afrika. Vooral vondsten uit de Chinese provincie Liaoning hebben sterk bijgedragen aan de kennis over de Symmetrodonta.
Deze dieren worden  gekenmerkt worden door het driehoekige aspect van de kiezen van bovenaf gezien en de afwezigheid van een goed ontwikkelde talonide. De traditionele groep van 'symmetrodonten' varieert in leeftijd van het Laat-Trias tot het Laat-Krijt, maar het meeste onderzoek in de laatste 20 tot 30 jaar heeft aangetoond dat ze geen echte taxonomische groep vormen, maar verschillende niet-verwante takken van de zoogdierenboom omvatten. Desondanks wordt de naam door sommige onderzoekers voor het gemak nog steeds informeel gebruikt, meestal beperkt tot de spalacotheriiden en zhangheotheriiden.
Er zijn enkele symmetrodonten met acuut driehoekige kootjes ('acuut-hoekige symmetrodonten') die een echte monofyletische groep lijken te vormen, en leefden van het Vroeg-Krijt tot het Campanien, hoewel Zhangheotheriidae mogelijk parafyletisch zijn in relatie tot andere vormen. Er is weleens beweerd dat Chronoperates een laat overgebleven vertegenwoordiger van deze clade is, met een spooklijn die zich uitstrekt tot het Laat-Paleoceen; recente fylogenetische onderzoeken hebben deze soort echter niet opgenomen.
Bepaalde subgroepen van Symmetrodonta zijn beter bestudeerd, bijvoorbeeld Spalacotheriidae, die scherphoekige molaarvormige tanden, sterk gereduceerde taloniden en opvallende voorste en achterste cinguliden heeft.

## Beschrijving
Kenmerkend voor de symmetrodonten is de driehoekige rangschikking van de drie cuspides (de 'punten') op de kiezen, hoewel een dergelijke rangschikking ook bij andere zoogdieren voorkomt. De kiezen van symmetrodonten zijn verder lang en puntig. Tot de vondst van Zhangheotherium in 1997 waren de symmetrodonten alleen bekend van tanden en kaakfragmenten. De symmetrodonten hadden de grootte en leefwijze van een hedendaagse spitsmuis en het waren bodembewonende dieren, wat blijkt uit de korte, rechte vingers en de brede klauwen van Zhangheotherium.
De Symmetrodonta bestaat uit drie families, de Spalacotheriidae, de Zhangheotheriidae en de Tinodontidae. Tot de bekendste soorten behoren Akidolestes cifellii, Heishanlestes changi, Maotherium sinensis, Origolestes tii en Zhangheotherium quinquecuspidens. Fossielen van deze vier symmetrodonten zijn afkomstig uit Liaoning en werden gevonden in de late jaren negentig van de twintigste eeuw en het begin van de eenentwintigste eeuw.

## Biologie
Hoewel sommige vormen zoals Zhangheotherium een Meckeliaanse groef hebben behouden, zijn tenminste Spalacotheriinae deze kwijtgeraakt en hebben ze een moderne ooranatomie gekregen. Hun tijdelijke hoektanden en premolaren en lange onderkaak wijzen op een carnivoor/insectivoor dieet.
Zhangheotherium was gespecialiseerd in een leven in bomen. Hij vertoont sporen op de tarsus, wat erop wijst dat, net als de meeste niet-therische zoogdiervormen, ten minste enkele symmetrodonten giftig waren, zoals het huidige vogelbekdier.
Eén soort, Spalacotheridium noblei, valt op door zijn kleine formaat. Het is een van de kleinste bekende zoogdieren. Elke kies heeft een diameter van iets meer dan 0,25 millimeter.